# Sói đội lốt cừu

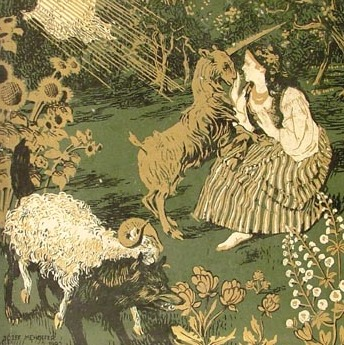
Tranh vẽ cảnh sói đội lốt cừu

Sói đột lốt cừu (Wolf in sheep's clothing) là một thành ngữ có nguồn gốc từ Kinh thánh được sử dụng để mô tả những người vào vai trái ngược với tính cách đích thực của họ, mà khi tiếp xúc với những người này được xem là một mối nguy hiểm, đặc biệt là những những kẻ trí thức, giáo sư giả (ngụy quân tử). Rất lâu sau đó, thành ngữ này đã được các nhà động vật học áp dụng cho các loại hành vi săn mồi khác nhau theo phương thức cải trang, trá hình. Một câu chuyện ngụ ngôn dựa trên điển tích được cho là dẫn nhầm sang những câu chuyện ngụ ngôn của Aesop. Sự nhầm lẫn đã nảy sinh từ sự tương đồng của chủ đề với truyện ngụ ngôn Aesop liên quan đến những con sói trong lốt cừu không may bị những người chăn cừu tưởng nhầm là con cừu rồi đem đi giết thịt. Bài học về đạo đức rút ra từ những điều này là bản chất cơ hội của một người cuối cùng thể hiện qua lớp mặt nạ ngụy trang.

## Câu chuyện
Câu chuyện gốc đơn giản của nó kể về ngày nọ, Sói cảm thấy khó khăn trong việc bắt một con cừu để ăn thịt vì sự cảnh giác của người mục đồng và con chó chăn cừu của mình. Nhưng một ngày kia, nó tìm thấy tấm da của một con cừu đã được lột và ném sang một bên, vì vậy nó phủ tấm da đó lên mình và đi dọc các con cừu. Có một chú cừu non đi theo con sói đội lốt cừu, như vậy Con sói dẫn con cừu non đi theo một đoạn và ăn thịt nó, và một thời gian dài con sói đã lừa rất nhiều cừu con, và thưởng thức bữa ăn thịnh soạn nhờ bộ lông cừu của mình.
Tuy nhiên, nếu câu chuyện ngụ ngôn của Aesop thì có khác về nội dung. Câu chuyển kể về một con Sói nọ kiếm mồi không đủ ăn vì Người Chăn Cừu trông chừng đàn cừu của mình rất cẩn thận. Thế nhưng một hôm, nó tìm được một tấm da cừu người ta làm thịt lột da ra bỏ đó rồi quên không lấy đi Hôm sau, khoác chiếc áo da cừu vào, Sói dạo bước vào đồng cỏ đi lẫn vào đàn Cừu. Chẳng mấy chốc một chú Cừu con đi theo nó và nhanh như chớp, nó cuỗm lấy mang đi ăn thịt. Tối hôm đó, con Sói lại mò vào bãi nhốt Cừu. Nhưng tình cờ hôm đó Người Chăn Cừu lại thích món thịt Cừu hầm, và anh ta xách dao, đi vào bãi cừu. Con đầu tiên anh gặp và ra tay bắt làm thịt lại đúng là con Sói đội lốt Cừu.

## Xã hội
Một con sói đội lốt cừu là một hình tượng phổ biến trong xã hội, thông thường thì một đàn cừu luôn được một chú chó trông chừng và bảo vệ chúng khỏi nguy hiểm, con chó chăn cừu sẽ rượt đuổi tất cả con thú săn mồi nào lăm le lại gần nhưng một con sói tinh ranh đã mặc bộ đồ lông cừu để ngụy trang và lẻn vào đàn cừu, chú chó luôn cảnh giác này lại không mảy may phát hiện. Câu chuyện này không chỉ dành cho trẻ con, mà còn là một lời cảnh báo cẩn thận trước những con sói đội lốt cừu. Những người này thường trông rất ngây thơ, nhưng họ lại đang cất giữ nhiều âm mưu thâm độc. Họ sẽ dùng nhiều phương pháp khác nhau để ngụy trang cho ý đồ của mình, luôn đối xử tốt nhưng lại nói xấu sau lưng là con sói đội lốt cừu.

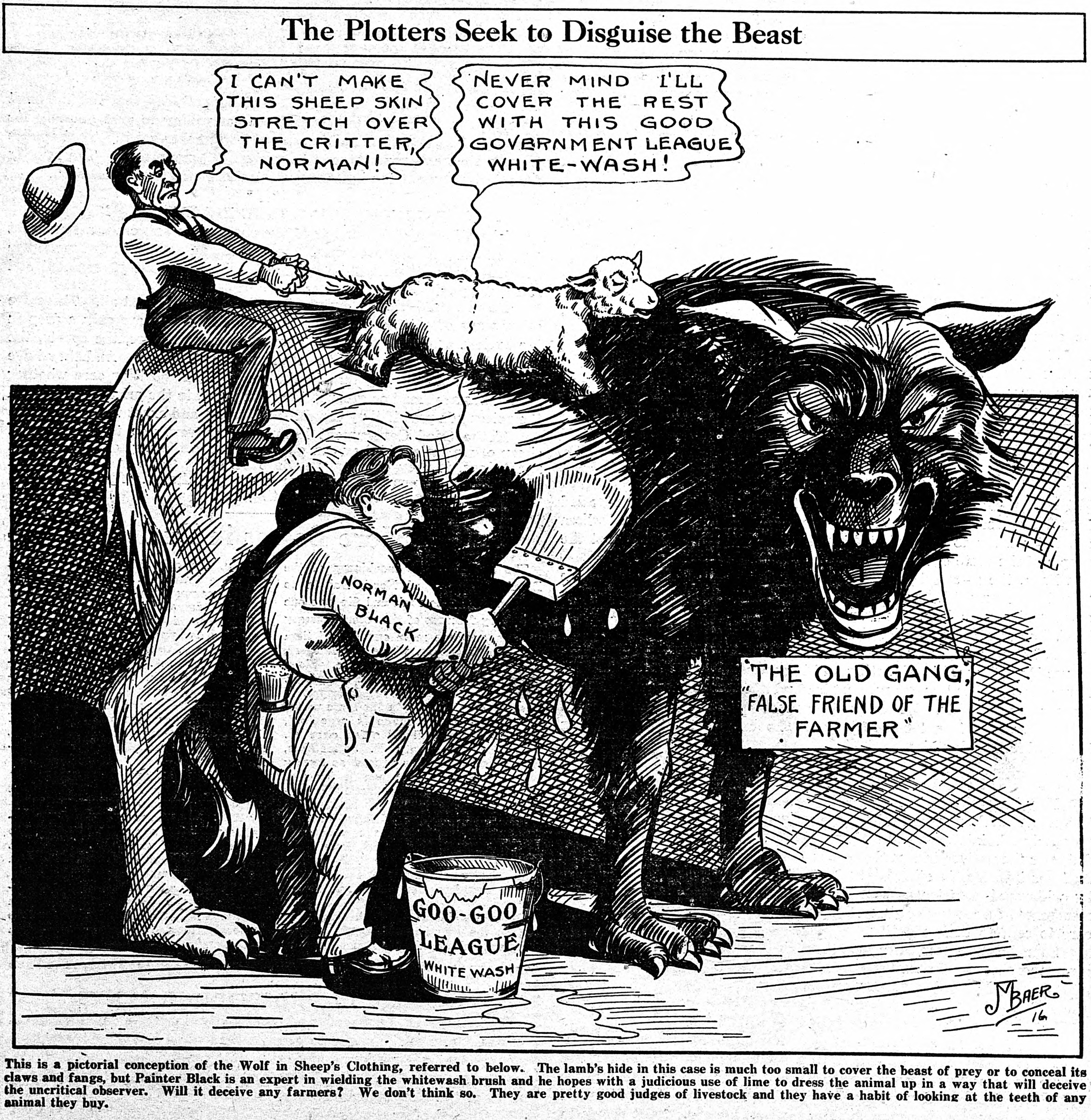
Tranh biếm họa về con sói đội lốt con cừu trong xã hội ngày nay

Trong xã hội ngày nay, thuật ngữ sói đội lốt cừu chỉ về những người đáng sợ có xu hướng hành vi, giỏi che giấu tâm lý thật sự của mình, thích ngụy trang bản thân bằng những chiếc mặt nạ ngây thơ, thiện lương nhất. Họ có những đặc điểm như giỏi khống chế cảm xúc, luôn giấu nhẹm mọi suy nghĩ, ý đồ trong lòng, chẳng bao giờ bộc lộ ra ngoài. Bề ngoài luôn tỏ ra mình là người tốt, là người ngây thơ trong sáng nhưng thực ra đang toan tính nhiều chuyện. Đôi khi đang cười nói rất thân thiện nhưng trong lòng đang phẫn nộ, có khi đối xử tốt với một người nhưng thực chất đang âm mưu kế hoạch hãm hại sau đó. Những mẫu người dạng này rất biết ngụy tạo cảm xúc để thành công. Che giấu ý đồ giúp cho con sói có thể kiểm soát người khác để giành lợi ích cho riêng mình.
Sự khác biệt lớn nhất giữa con người và các loài động vật khác là khả năng suy nghĩ và nguyên tắc kỷ luật. Nhưng những kẻ sói đội lốt cừu thì họ để đạt được mục tiêu của mình mà không trừ mọi thủ đoạn để làm bằng được. Con sói sử dụng người khác như bước đệm để đạt được mục tiêu của mình. Trong đời sống hàng ngày, những chú sói đội lốt cừu sẽ âm thầm tính toán để thu hoạch quyền lợi trong một đoàn thể, xây dựng trọng lượng và tầm ảnh hưởng của bản thân. Ở một vài phương diện, họ sẽ thể hiện sự cường thế có phần áp đặt của mình với ý kiến cá nhân đưa ra, mong muốn dẫn dắt mọi người tuân theo con đường mà bản thân vạch sẵn. Những kiểu người giả vờ ngây thơ sói đội lốt cừu thường quan tâm đến mục tiêu, lợi ích. Nếu con sói lộ mặt thật thì mọi người sẽ tránh xa nhưng nó tạo cho mình vỏ bọc thân thiện hay tốt bụng, nhưng cũng không thể nào giả vờ liên tục được vì cuối cùng nó sẽ thể hiện bản chất hung tợn của mình.
Những con sói là bậc thầy trong việc thao túng, giả vờ thích thú trước những gì đang làm, từ đó, sẽ có ấn tượng rằng mình được quan tâm. Một con sói thường lợi dụng mọi người làm bước đệm để đạt được thứ mình muốn. Chúng không quan tâm điều gì xảy đến với những người khác. Ở nơi công sở, con sói có thể biến người khác thành kẻ lố bịch khi làm việc để nâng cao giá trị bản thân chúng. Dùng sự ngọt ngào để che giấu nanh vuốt, chúng ngụy tạo bản thân bằng sự tốt bụng, thân thiện. Tuy nhiên, sự giả tạo này chẳng thể duy trì trong suốt thời gian được và cuối cùng, chúng sẽ để lộ bản chất hung hăng vốn có. Những con sói ở khắp mọi nơi, chúng ta luôn muốn tin rằng mọi người đều có ý tốt, nhưng thật ra không phải bao giờ cũng vậy, những con sói ngụy tạo trong lớp vở bọc của cừu có mặt ở bất cứ nơi đâu và không thể loại bỏ họ, song nếu có thể vạch mặt điểm tên, sẽ tránh được cạm bẫy hiểm nguy đang rình rập. Cách dụ sói ra khỏi hang chính là thách đấu với chúng bằng những câu hỏi.